# Myllaena ludificans
Myllaena ludificans är en skalbaggsart som beskrevs av Thomas Casey 1911. Myllaena ludificans ingår i släktet Myllaena och familjen kortvingar. Inga underarter finns listade i Catalogue of Life.